# Charles Bracewell-Smith
Sir Charles Bracewell-Smith, 4. Baronet (* 13. Oktober 1955) ist das vierte Oberhaupt der Bracewell-Smith-Familie. Er ist der Erbe einer großen Hotellerie-Familie.

## Leben
Nach dem Tod seines Vaters Sir George Bracewell-Smith, 2. Baronet 1976 und seines Bruders Sir Guy Bracewell-Smith, 3. Baronet 1983 erbte er den Adelstitel eines Baronet, of Keighley in the County of York, sowie das Familienunternehmen. Er genoss eine ausgezeichnete Schulbildung an der Privatschule Harrow School. Weiters ist er Gründer der Homestead Charitable Trust und Autor des Buches „The Song of the Saints“. 1977 heiratete er Carol Hough. Seine Ehefrau starb 1994 an Krebs. Seit 1996 ist er mit Nina Kakkar verheiratet. Er ist der Cousin von Richard und Clive Carr, mit denen er Vorstandsvorsitzender des Fußballklubs FC Arsenal ist.